# Газети Тайваню
Це список газет Тайваню.

## Список
- Liberty Times (Китайською 自由時報; піньїнь: Zìyóu Shíbào)
- Apple Daily (Китайською 蘋果日報; піньїнь: Píngguǒ Rìbào)
- China Times (Китайською 中國時報; піньїнь: Zhōngguó Shíbào)
- Economic Daily News (Китайською 經濟日報; піньїнь: Jīngjì Rìbào)
- Independent Evening News (Zili Wanbao)
- Taiwan Times (Taiwan Shibao)
- Kinmen Daily News
- Mandarin Daily News (Guoyu Ribao)
- Matsu Daily
- Min Sheng Bao (Min Sheng Bao)
- Taipei Times (англ.)
- The News Lens (Китайською 關鍵評論網; піньїнь: Guānjiàn pínglùn wǎng)
- The China Post (англомовна)
- United Daily News (Китайською 聯合報; піньїнь: Lianhe Bào)
- Want Daily (Китайською 旺報; піньїнь: Wangbào)

## Онлайн-газети
- Taiwan People News[zh]
- New Talk[zh]
- Taiwan News (англ.)
- Taiwan Today (англ.)
- Focus Taiwan (англ.)
- Taipei Times (англ.)
- The China Post (англ.)
- The News Lens International Edition (англ.)